# 高相成
高相成（GAO Xiangcheng，1996年9月28日—），中国男子羽毛球运动员。

## 簡歷
2017年2月，高相成出戰奧地利羽毛球公開賽，與夏春雨合作拿得混合雙打亞軍。

## 主要比賽成績
只列出曾進入準決賽的國際賽事成績：
| 年份   | 賽事               | 公開賽級別 | 項目     | 搭檔   | 成績 |
| ------ | ------------------ | ---------- | -------- | ------ | ---- |
| 2017年 | 奧地利羽毛球公開賽 | 國際挑戰賽 | 混合雙打 | 夏春雨 | 亞軍 |

| 2007-2017年 | 首要超級賽 | 超級賽 | 黃金大獎賽 | 大獎賽 | 國際挑戰賽 | 國際系列賽 | 未來系列賽 | 其他 |

| 2018-2026年 | 總決賽 | 超級1000賽 | 超級750賽 | 超級500賽 | 超級300賽 | 超級100賽 | 國際挑戰賽 | 國際系列賽 | 未來系列賽 | 其他 |